# Memecylon thouvenotii
Memecylon thouvenotii är en tvåhjärtbladig växtart som beskrevs av Paul Auguste Danguy. Memecylon thouvenotii ingår i släktet Memecylon och familjen Melastomataceae. Inga underarter finns listade i Catalogue of Life.